# خواكين هرنانديز
خواكين هرنانديز (بالإسبانية: Joaquín Hernández) (1 فبراير 1971 - ) هو لاعب كرة قدم مكسيكي في مركز الوسط، شارك في الألعاب الأولمبية الصيفية 1992. وشارك مع منتخب المكسيك تحت 23 سنة لكرة القدم ومنتخب المكسيك لكرة القدم. أما مع النوادي، فقد لعب مع تايجرز أونال ونادي أمريكا ونادي بويبلا ونادي تشياباس ودورادوس سينالوا وريبوسيروس دي لا بيداد ‏.

## مسيرته الكروية
لعب خواكين هرنانديز خلال مسيرته الاحترافية مع 6 أندية في ستة عشر موسمًا وسجل خلالها 3 أهداف ضمن 288 مباراة. ولم يفز بأي موسم بالكأس أو بالدوري.
خاض خواكين هرنانديز مسيرته مع نادي أمريكا في موسم 1990–91 ليلعب معه ستة مواسم، مشاركًا في 76 مباراة سجل خلالها هدفًا واحدًا. ثم انتقل إلى نادي بويبلا في موسم 1996–97 في المرة الأولى واستمر معه طيلة ثلاثة مواسم ثم في موسم 2002–03 لمدة موسم واحد، حيث شارك طوالها في 96 مباراة سجل خلالها هدفين. لينتقل بعدها إلى نادي تايجرز أونال في موسم 1999–00 لمدة موسم واحد، مشاركًا في 7 مباريات ولم يسجل أي هدف. ثم انتقل إلى ريبوسيروس دي لا بيداد ‏ في موسم 2000–01 ولمدة موسمين، مشاركًا في 71 مباراة ولم يسجل أي هدف أيضًا. هذا وانتقل لاحقًا إلى دورادوس سينالوا في موسم 2003–04 ولمدة موسمين، مشاركًا في 25 مباراة ولم يسجل أي هدف أيضًا.

## وصلات خارجية
- خواكين هرنانديز على موقع الاتحاد الدولي (مؤرشف)  (الإنجليزية)
- خواكين هرنانديز على موقع قاعدة بيانات كرة القدم.إي يو (الإنجليزية)
- خواكين هرنانديز على موقع ناشيونال فوتبول تيمز (الإنجليزية)
- خواكين هرنانديز على موقع أوليمبيديا (الإنجليزية)